# Церковь Космы и Дамиана в Старых Панех
Церковь Космы и Дамиана в Старых Панех, Успения Божией Матери, что в Старой Певчей — православный храм в Китай-городе в Москве. Относится к Иверскому благочинию Московской епархии Русской православной церкви.
Главный престол освящён во имя святых Космы и Дамиана, придел — в честь Успения Божией Матери.

## История

### История местности
В XVI—XVII столетиях здесь было урочище «Старые Паны», где находился польский панский двор, торговое и дипломатическое представительство Польши в Москве. Об этом упоминается еще в 1508 году, здесь жили поляки. Народ нередко называл это место просто «Паны». А поскольку рядом с церковью помимо польского представительства находилась слобода, где жили патриаршие певчие, то к названию церкви добавилась приставка «в Певчей слободе» или в «Старой Певчей».
В архивных документах упоминается, что в 1742 году при "приходе церкви Козмы и Дамиана, что в Панех" находилось подворье Вологодского архиерейского дома.
"Палаты каменныя о дву партаменах; в них вверху теплых три покоя, пред ними  сени и крыльцо; внизу две полатки , одна теплая, а другая полата без печи; у ворот две полаты каменныя с накатными потолками с сенми и чуланами; имеется лошадиная стоя, в которой можно стоять трем лошадям, да погреб каменной и колодесь новой".

### Строительство храма
Деревянная церковь Космы и Дамиана была построена в 1462 году на пересечении дорог, ведущих из Занеглименья и Заяузья к Боровицкому холму. В 1564 году она сгорела, и на её месте была построена новая в камне. Это был двухсветный четверик, увенчанный пятью главами. По легенде, в этом храме венчался Иван Грозный с шестой женой Василисой Мелентьевой.
В 1640 году к церкви Космы и Дамиана, оказавшейся на территории слободы патриарших певчих, с севера был пристроен Успенский придел. Тогда церковь получила второе название — Успения Пресвятой Богородицы, что в Старой Певчей.
В 1803 году здание было перестроено в стиле классицизма, получив новую трапезную и колокольню.
Её древнейшая часть — Космодамиановский храм, по которому до революции Старопанский переулок назывался Космодамиановским.

В 1890-х годах архитектор Андрей Стратилатов построил в переулке по заказу храма доходный дом, где, кроме квартир, сдаваемых внаём, помещались магазины и церковная библиотека. В 1911—1912 годах доходный дом был перестроен Павлом Висневским.
Описание 1915 года: "Состоит из двух церквей и трапезной при них. Древнейшая часть – алтарь Космодамианской церкви, упоминающейся уже под 1468 годом. Над этим алтарем находится древнее помещение упраздненного в 1878 году придела Иоанна Златоуста. Успенская церковь пристроена с севера в средине XVII века. Нынешняя трапезная и колокольня построены в 1803 году."

### Советский период
В 1926—1927 годах храм, выходящий в переулок, реставрировал архитектор Д. П. Сухов. Храм увенчался двухшатровым завершеним, восстановлена древняя форма порталов и наличников. В ходе строительства здания «Промбанка» были снесены колокольня и трапезная.
Вскоре храм был закрыт, а в 1931 году намеренно обезображен — разобрана апсида, сняты шатры, сбиты лепнина и отделка, заложен портал, а на месте западной части храма построено новое здание. Все плоды трудов реставратора Сухова были уничтожены.
В полуразрушенном здании размешались разные учреждения: Отдел регулирования уличного движения (ОРУД) ГАИ и позже коммерческие фирмы.

### Возрождение храма
В 1995 году храм был возвращён Русской православной церкви. В 2000—2001 годах северный придел, выходящий на Старопанский переулок, восстановлен архитекторами Б. В. Левянтом и В. Н. Павловым, которые следовали, в основном, проекту Д. П. Сухова. Проходят регулярные богослужения.
- Восстановленные наличники северного придела
- Восстановленный портал северного придела
- Надгробная плита XVIII века